# Béguinages de Gand
 (janvier 2009).
Si vous disposez d'ouvrages ou d'articles de référence ou si vous connaissez des sites web de qualité traitant du thème abordé ici, merci de compléter l'article en donnant les références utiles à sa vérifiabilité et en les liant à la section « Notes et références ».

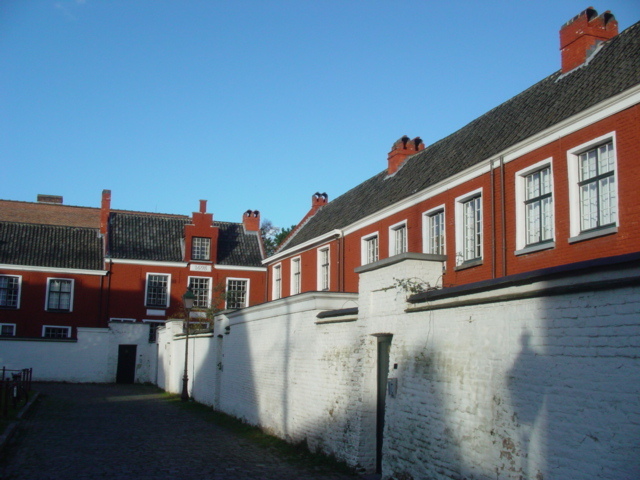
Petit béguinage : maisonnettes du XVIIe s.

La ville de Gand compte trois béguinages. Deux furent fondés au XIIIe siècle, à l’instigation de Jeanne de Constantinople ; le troisième, remontant seulement au XIXe siècle, fut construit dans la commune limitrophe de Mont-Saint-Amand afin d’accueillir les béguines contraintes à quitter leur 'vieux béguinage', sous la pression des autorités municipales gantoises. Ce sont :

## Le vieux béguinage (Oud begijnhof)
Le béguinage Sainte-Élisabeth (Begijnhof Sint-Elisabeth) était situé dans le quartier de la Cour des Princes (le Prinsenhof : château où naquit Charles Quint et dont à peu près rien n’a été conservé). Il est à peine identifiable comme béguinage, son mur d’enceinte et son portique d’entrée ayant disparu. 
Fondé en 1234 par Jeanne de Constantinople (première règle de vie en 1235), et ayant son domaine propre avec chapelle depuis 1242, le béguinage comporte au début du XIVe siècle une centaine de maisonnettes. Au XVIe siècle,  les guerres de Religion lui sont néfastes. En 1566  l’église est endommagée par les iconoclastes, et durant la période de pouvoir municipal calviniste, entre 1577 et 1584, les béguines, en raison notamment de leurs liens avec les dominicains qui assurent le service spirituel, ont plus que leur part des brimades et interdictions qui frappent alors les catholiques. 
Au XVIIe siècle le béguinage est en plein essor. Les béguines sont plus de 800, et l’église gothique est agrandie, et embellie d’éléments baroques. 
À la fin du XVIIIe siècle, les béguines perdent la propriété de leur béguinage, dévolu par le pouvoir révolutionnaire français à l’administration des hospices civils de la ville. Elles y restent cependant comme ‘locataires’. Les plus gros ennuis viennent cependant après l’indépendance de la Belgique (1830). 
En 1867 la municipalité gantoise veut incorporer le vieux béguinage dans un projet d’urbanisation visant à loger les nécessiteux. Augmentant démesurément le prix du loyer la municipalité contraint les béguines à quitter les lieux[réf. nécessaire]. Grâce à l’intervention du duc Engelbert-Auguste, 8e duc d'Arenberg (1824-1875) et de son soutien financier elles trouvent à se reloger dans un nouveau béguinage, conçu par l'architecte Arthur Verhaegen et construit à Mont-Saint-Amand. Le portique d’entrée du vieux béguinage est alors démantelé et les maisonnettes sont transformées. 
Le site comprend aujourd’hui : des maisons de béguines, pour la plupart du XVIIe siècle ; des «couvents» (immeubles collectifs), également du XVIIe siècle ; l’église Sainte-Élisabeth, édifiée au XIIIe siècle, mais qui n’a gardé de sa structure primitive que des piliers, et qui fut par deux fois fortement remaniée à l’époque baroque, jusqu’à prendre l’aspect d’une église-halle.

## Le petit béguinage (Klein begijnhof)
Également appelé « béguinage Notre-Dame-aux-Foins » (Begijnhof Onze-Lieve-Vrouw ter Hoye) ce petit béguinage est situé aux confins sud-est de la vieille ville, adossé aux remparts de la quatrième enceinte. Il vit longtemps comme en parallèle au vieux béguinage. Comme lui, il est fondé au XIIIe siècle par la même Jeanne de Constantinople. Il se développe également dans les siècles suivants, même s’il tarde à se bâtir une église (fin XIIIe) et qu’il ne devient paroisse indépendante qu’au XIVe. Mêmes violences iconoclastes et vexations calvinistes (les soldats gueux y mettent garnison). Il connaît son apogée au XVIIe siècle, comptant jusqu’à 174 béguines. Une nouvelle église, en style baroque (1658) est alors construite.
Il subit les mêmes mesures de sécularisation sous la République française et affronte la même hostilité de la municipalité gantoise!  Mais son destin est différent: alors que l’expulsion des béguines est imminente le duc d’Arenberg parvient de justesse à faire l’acquisition (1862) de la totalité du site, alors propriété de la Commission des Hospices civils. Toutefois après la confiscation et la mise sous séquestre des bien du duc d'Arenberg lors de la Première Guerre mondiale fut fondée l'asbl "O.-L.-Vrouw ter Hoye" qui acquit en 1925 l'ensemble du petit béguinage.
Le béguinage, fort bien préservé, comprend : l’église Notre-Dame-aux-Foins, de 1658 (façade de 1720 ; à l’intérieur : tableau de De Crayer) ; une chapelle de 1638 (remaniée en 1723) ; toutes les maisonnettes et autres bâtiments ont été reconstruits entre 1600 et 1700, quelques bâtiments ont été ajoutés au XIXe siècle.

## Le grand béguinage (Groot begijnhof)
Ce béguinage est le plus récent de tous les béguinages, car construit de neuf au XIXe siècle. Un terrain de sept hectares acquis par le duc d’Arenberg à Mont-Saint-Amand en 1872 est mis à la disposition des béguines du vieux béguinage. Conçu en style néo-gothique et dessiné par l’architecte Arthur Verhaegen, l’ensemble des nouveaux bâtiments, avec la Groot-huis (« grande maison »), infirmerie, 14 couvents, et 80 maisonnettes est achevé en 1874. Jean-Baptiste Bethune se charge personnellement de l’aménagement et du mobilier de la nouvelle chapelle Saint-Antoine. L'église du béguinage est l'œuvre personnelle de Jean-Baptiste Bethune (1873-1875). Un musée illustre les coutumes propres à la communauté religieuse.
Les béguines chassées du béguinage Sainte-Élisabeth s’y rendent en procession solennelle le 29 septembre 1874. Cérémonie grandiose de consécration de l’église et déménagement qui permet à la population de Gand de manifester son attachement à ses béguines. Les trois cents religieuses du « vieux béguinage » sont conduites en une centaine de voitures par les dames de la haute société vers leurs nouveaux logements de Mont-Saint-Amand. Elles sont escortées par une nombreuse foule.
Les maisons des petits et grands béguinages sont aujourd’hui aménagées en logements.